# Nuoto ai Giochi della XXVI Olimpiade - 200 metri farfalla maschili
Hanno partecipato alle batterie di qualificazione 43 atleti: i primi 8 si sono qualificati per la finale A, i successivi 8 invece si sono qualificati per la finale B.

## Finale A
22 luglio 1996
| Posizione | Atleta           | Paese       | Tempo   |
| --------- | ---------------- | ----------- | ------- |
|           | Denis Pankratov  | Russia      | 1:56.51 |
|           | Tom Malchow      | Stati Uniti | 1:57.44 |
|           | Scott Goodman    | Australia   | 1:57.48 |
| 4         | Franck Esposito  | Francia     | 1:58.10 |
| 5         | Scott Miller     | Australia   | 1:58.28 |
| 6         | Denys Sylant'jev | Ucraina     | 1:58.27 |
| 7         | James Hickman    | Regno Unito | 1:58.47 |
| 8         | Péter Horváth    | Ungheria    | 1:59.12 |

## Finale B
| Posizione | Atleta          | Paese       | Tempo   |
| --------- | --------------- | ----------- | ------- |
| 9         | Attila Czene    | Ungheria    | 1:58.99 |
| 10        | Vesa Hanski     | Finlandia   | 1:59.64 |
| 11        | Casey Barrett   | Canada      | 1:59.72 |
| 12        | Oliver Lampe    | Germania    | 2:00.08 |
| 13        | Stefan Aartsen  | Paesi Bassi | 2:00.41 |
| 14        | Konrad Galka    | Polonia     | 2:00.91 |
| 15        | David Abrard    | Francia     | 2:01.25 |
| 16        | Chris-C. Bremer | Germania    | 2:01.62 |

## Non qualificati
| Posizione | Atleta                 | Paese         | Tempo   |
| --------- | ---------------------- | ------------- | ------- |
| 17        | Andrea Oriana          | Italia        | 2:00.67 |
| 18        | Aleksej Kolešnikov     | Russia        | 2:00.77 |
| 19        | Danyon Loader          | Nuova Zelanda | 2:00.81 |
| 20        | Takashi Yamamoto       | Giappone      | 2:00.87 |
| 21        | Ray Carey              | Stati Uniti   | 2:01.10 |
| 22        | Dominic Galic          | Croazia       | 2:01.17 |
| 23        | Aleksandar Malenko     | Macedonia     | 2:01.46 |
| 24        | Nelson Mora            | Venezuela     | 2:01.50 |
| 25        | Diogo Madeira          | Portogallo    | 2:01.58 |
| 26        | Konstantin Andriuchine | Kirghizistan  | 2:01.59 |
| 27        | Can Ergenekan          | Turchia       | 2:01.65 |
| 28        | Vladan Marković        | Jugoslavia    | 2:01.80 |
| 29        | Jose Luis Ballester    | Spagna        | 2:02.69 |
| 30        | Josef Horký            | Rep. Ceca     | 2:02.84 |
| 31        | Anthony Ang            | Malaysia      | 2:03.01 |
| 32        | Mindaugas Bruzas       | Lituania      | 2:03.76 |
| 33        | Niti Intharapichai     | Thailandia    | 2:03.88 |
| 34        | Mark Kwo               | Hong Kong     | 2:04.01 |
| 35        | Jung-Hyun Lee          | Corea del Sud | 2:04.53 |
| 36        | Walter Soza            | Nicaragua     | 2:04.66 |
| 37        | Javier Golovchenko     | Uruguay       | 2:04.96 |
| 38        | Dimitri Pankov         | Uzbekistan    | 2:05.36 |
| 39        | Andres Vasconcellos    | Ecuador       | 2:05.98 |
| 40        | Georgios Popotas       | Grecia        | 2:06.00 |
| 41        | Thum Ping Tjin         | Singapore     | 2:07.00 |
| 42        | Aitor Osorio           | Andorra       | 2:12.59 |
|           | Jesús González         | Messico       | DNS     |